# Ayrshire (Iowa)
Ayrshire és una població dels Estats Units a l'estat d'Iowa. Segons el cens del 2000 tenia 202 habitants.

## Demografia
Segons el cens del 2000, Ayrshire tenia 202 habitants, 89 habitatges, i 55 famílies. La densitat de població era de 371,4 habitants per km².
Dels 89 habitatges en un 25,8% hi vivien nens de menys de 18 anys, en un 53,9% hi vivien parelles casades, en un 7,9% dones solteres, i en un 38,2% no eren unitats familiars. En el 34,8% dels habitatges hi vivien persones soles el 18% de les quals corresponia a persones de 65 anys o més que vivien soles. El nombre mitjà de persones vivint en cada habitatge era de 2,27 i el nombre mitjà de persones que vivien en cada família era de 2,96.
Per edats la població es repartia de la següent manera: un 26,2% tenia menys de 18 anys, un 5% entre 18 i 24, un 21,8% entre 25 i 44, un 26,2% de 45 a 60 i un 20,8% 65 anys o més.
L'edat mediana era de 43 anys. Per cada 100 dones de 18 o més anys hi havia 91 homes.
La renda mediana per habitatge era de 27.500 $ i la renda mediana per família de 30.893 $. Els homes tenien una renda mediana de 26.750 $ mentre que les dones 15.000 $. La renda per capita de la població era de 13.371 $. Cap de les famílies i el 4,8% de la població estaven per davall del llindar de pobresa.

## Poblacions més properes
El següent diagrama mostra les poblacions més properes.